# South Park: La fine dell'obesità
South Park: La fine dell'obesità (South Park: The End of Obesity) è un episodio speciale della serie televisiva americana South Park creato e diretto da Matt Stone e Trey Parker.
Quest'ultimo fa satira sull'uso di farmaci per dimagrire come il Semaglutide.

## Trama
Eric e sua madre Liane, preoccupati per il suo peso eccessivo, si recano dal dottore, ma Eric non vuole fare educazione fisica allora il dottore propone un farmaco apposito per combattere l'obesità il cosiddetto "Ozempic". Eric, che aveva già sognato una vita da magro dove non poteva esser preso in giro, però non può permetterselo per il prezzo elevato del farmaco.
Butters e Kyle notano la tristezza nel volto di Cartman e dispiaciuti propongono di andare con lui alla compagnia di assicurazioni che doveva assicurarli le medicine per il diabete. Vengono portati da una receptionist per presentare un reclamo e dopo un lungo e complicato viaggio attraverso il sistema sanitario americano, non riescono ancora a ottenere l'Ozempic per Cartman e decidono di realizzarlo da soli dopo aver letto come fare su TikTok. Nel frattempo, Randy Marsh cerca di mettere in imbarazzo sua figlia Shelley indossando uno dei suoi top corti per andarla a prendere a scuola, dove nota che anche molte mamme son vestite allo stesso modo, dopo esser dimagrite grazie all'Ozempic.
Quando Cindy Tweak nota che Randy indossa un top corto, presume che anche lui stia facendo uso di farmaci contro l'obesità e decide allora di invitarlo ad una delle loro feste. Randy si unisce a loro e inizia ad assumere l'Ozempic, credendo che si tratti di un nuovo farmaco per evitare i postumi della sbornia.
La prima dose preparata dai ragazzi e presa da Cartman sembra riuscire a frenare il suo appetito, incoraggiando Kyle a produrne di più a beneficio di tutte le persone che non potevano permettersi il farmaco nel mondo. Ma la notizia della contraffazione del loro Ozempic raggiunge un cartello mafioso composto da mascotte di cereali da colazione che traggono profitto dall'industria dello zucchero, che decidono di smantellare la nuova base di produzione di farmaci dei ragazzi in India.
Mentre il legittimo Ozempic inizia a scarseggiare,le ragazze e Randy iniziano a derubare le farmacie e infine i ragazzi. Le mascotte sparano alla pianta di semaglutide in India su cui fanno affidamento i ragazzi e promuovono segretamente il farmaco per la positività corporea "Lizzo", che sopprime la speranza di perdere peso. In un ultimo disperato tentativo di procurarsi i semaglutidi, Kyle li ordina all'ingrosso. Il camion che consegna l'ultimo lotto di semaglutidi cade in un'imboscata da parte delle mamme e di Randy, che preoccupato per la pericolosità di quel farmaco decide di aiutare i ragazzi prendendo il controllo del camion. I ragazzi salgono sul camion mentre viene inseguito dalle mascotte dei cereali e dalle mamme. Alla fine riescono a respingere le mascotte con il sacrificio di Kenny, che viene ucciso da Tony la Tigre. Una volta che i ragazzi aprono il camion, si scopre che contiene l'anziano receptionist della compagnia di assicurazioni, rivelando che il modo per ottenere i semaglutidi nel paese è ancora una volta un viaggio lungo e complicato attraverso il sistema sanitario americano ma che non funziona per davvero.
Dopo che Sharon ha provato il farmaco Lizzo, integrato dall'ascolto della musica di Lizzo, inizia a defecare dalle orecchie. Questa condizione consente al medico di prescrivere anche a lei l'Ozempic. Randy trova Sharon prima che faccia la prima iniezione e la convince che non è divertente né funzionante davvero e che quindi non porta a migliorare le condizioni di salute ma a peggiorarle ulteriormente. Decidono invece di assumere dei "buoni" farmaci; vale a dire, Molly.
Kyle tiene un discorso chiedendo la fine del fat shaming. Cartman inizia a insultare gioiosamente i compagni di classe senza ripercussioni, quindi si imbarca su un volo diretto in Pakistan per realizzare il suo sogno di insultare il Pakistan senza poter essere contraddetto.

## Doppiatori originali[2]
- Trey Parker
- Matt Stone
- April Stewart
- Kimberly Brooks
- Adrien Beard
- Vernon Chatman

## Accoglienza
John Schwarz di Bubbleblabber ha dato un 8/10, definendolo "una delle migliori parodie realizzate da Stone e Parker da molto tempo a questa parte"                                                                                                                                                                                                                                                                                                                                                                    La Rapper Lizzo, a cui si fa riferimento nell'episodio, ha reagito in un post video su Instagram scrivendo "Ragazzi, la mia peggiore paura si è avverata". Sono stata menzionata in un episodio di South Park ".